# Bystrzyca Kłodzka
Bystrzyca Kłodzka (tysk: Habelschwerdt) er en by i Powiat Kłodzki (tidligere grevskabet Glatz) i Województwo dolnośląskie i Polen. Området er 10,7 km², Indbyggertallet er 10.447 (2014).